# Amaciante
Um amaciante (português brasileiro) ou amaciador (português europeu), ou ainda amaciante de roupas é um produto natural ou artificial utilizado para amaciar outros produtos, em especial os tecidos.

## Mecanismo de ação
A lavagem mecânica provoca grande stress mecânico nos têxteis, particularmente nas fibras naturais, como o algodão e a lã. As fibras na superfície do tecido são esmagadas e desgastadas, e esta condição endurece ao secar a roupa no ar, dando uma sensação áspera à roupa. Adicionar um amaciante líquido ao enxágue final (amaciante de ciclo de enxágue) resulta em uma roupa que parece mais macia.

## Contexto histórico
O amaciante de roupa que utilizamos normalmente no dia a dia tem como função deixar as roupas macias e suaves ao toque, além de reduzir a eletricidade estática e colocar uma fragrância a mais na roupa. Surgiu por volta da década de 1950, na Inglaterra, com objetivo de deixar as fibras de algodão mais suaves após o tingimento, para eliminar a sensação de tecidos ásperos e duros após a lavagem. Na época, a Unilever lançou a linha Comfort. As lavanderias comerciais e hospitalares começaram a utilizar, para ter essa suavidade aos tecidos. O seu uso doméstico se tornou possível na década de 1960, com a introdução no mercado americano e um tempo depois na França, e com isso, foi crescendo a visibilidade e o uso do amaciante pelos países, e em 1975 chegou ao Brasil. Um problema do amaciante é sua incompatibilidade com o detergente, por isso é recomendado que seja usado depois da remoção do mesmo. A necessidade de seu uso foi devido ao surgimento dos detergentes sintéticos, para remover resíduos graxos, sendo favorecida a deposição de minerais responsáveis pelo endurecimento dos tecidos e danos com a lavagem; o amaciante, portanto, ajuda nesses processos.

## Composição química
Os amaciantes são compostos por água, álcool ceto-estearílico, cloreto de cetil trimetil amônico, álcool etílico, fragrância, conservante e corante. Cada um dos compostos possuem funções específicas que refletirão na ação do produto final. 
1. Água 
Na fabricação do amaciante, a água utilizada é a água deionizada. A água deionizada é uma água quimicamente pura, os sais minerais dissolvidos em forma de íons foram removidos. É produzida por troca iônica ou osmose reversa, utilizada como solvente puro em fórmulas químicas ou farmacêuticas.
2. Álcool Ceto-estearílico 
A função do álcool em produtos é ser um agente de consistência para cremes, loções, condicionadores para cabelos e para amaciantes de roupas.
3. Cloreto de Cetil trimetil amônico
É um agente antiestática, retira a carga elétrica excessiva das roupas, conferindo maciez e suavidade.
4. Fragrância 
O perfume tem um destaque especial pois após a lavagem deixa na roupa um aroma agradável.
5. Conservante 
Uma das grandes aplicações do formaldeído é como conservante de sabão, ou seja, para evitar sua deterioração.

## Peças consideradas inapropriadas para uso do amaciante
- Toalhas de banho:

O amaciante reduz a taxa de absorção do tecido com o passar do tempo.
- Roupas para esportes:

Hoje em dia, as roupas para praticar atividades físicas são produzidas com alta tecnologia e adaptáveis para qualquer tipo de modalidade esportiva. O amaciante pode deixar algum resíduo do produto na peça diminuindo os seus benefícios como a regulação da temperatura e a retenção de suor.
- Microfibra:

Usar amaciante nesse tipo de peça pode entupir as fibras e reduzir a sua capacidade de absorção.
- Tecido anti-inflamável:

Neste caso, reduz a sua capacidade à chama e assim desfaz o principal objetivo do tecido. O produto acaba criando uma camada de amaciante por cima das fibras deixando-as mais inflamáveis.
- Jeans:

O amaciante deixará o tecido mais frouxo com o tempo e o caimento da peça já não será o mesmo.

## Amaciante caseiro
Para pessoas contrárias ao uso de produtos industrializados, que muitas vezes causam alergias ou reações desagradáveis na pele, um amaciante caseiro, feito com produtos naturais que pode possuir a fragrância de seu gosto, e que além de fáceis podem ser bastante econômicos, é vista, portanto, como uma ótima opção.